# Love Enough for Two
Chansons représentant le Royaume-Uni au Concours Eurovision de la chanson
Mary Ann
(1979) Making Your Mind Up
(1981)
Love Enough for Two est la chanson représentant le Royaume-Uni au Concours Eurovision de la chanson 1980. Elle est interprétée par Prima Donna.
La chanson britannique est la treizième de la soirée, suivant Theater interprétée par Katja Ebstein pour l'Allemagne et précédant Um grande, grande amor interprétée par José Cid pour le Portugal.
À la fin des votes, Love Enough for Two obtient 106 points et finit troisième sur dix-neuf participants.

À sa sortie, la chanson se place à la 48e place des ventes de singles.

## Source de la traduction
- (en) Cet article est partiellement ou en totalité issu de l’article de Wikipédia en anglais intitulé « Love Enough for Two » (voir la liste des auteurs).